# Chi Tơ hồng
Chi Tơ hồng (danh pháp khoa học: Cuscuta) là một chi có khoảng 200-220 loài thực vật sống ăn bám (ký sinh) có màu vàng, da cam hay đỏ (ít khi thấy loài có màu xanh lục). Trước đây người ta coi nó như là chi duy nhất của họ Tơ hồng (Cuscutaceae), nhưng các nghiên cứu gần đây về di truyền do APG tiến hành đã chỉ ra rằng nó phải được đặt chính xác vào họ Bìm bìm (Convolvulaceae). Chi này được tìm thấy khắp vùng ôn đới và nhiệt đới của Trái Đất, với các loài chủ yếu phân bổ ở khu vực nhiệt đới và cận nhiệt đới Tân thế giới; chi này chịu lạnh kém nên ở vùng ôn đới của Bắc Âu người ta chỉ tìm thấy có 4 loài.

## Đặc điểm
Tơ hồng có thể dễ dàng xác định nhờ các thân cây mỏng và dường như không có lá của chúng. Thực ra, các lá đã giảm kích thước đến mức rất nhỏ. Chúng gần như hoàn toàn không có diệp lục và vì thế không thể quang hợp một cách có hiệu quả và phải phụ thuộc hoàn toàn vào cây chủ trong việc cung cấp các chất dinh dưỡng.

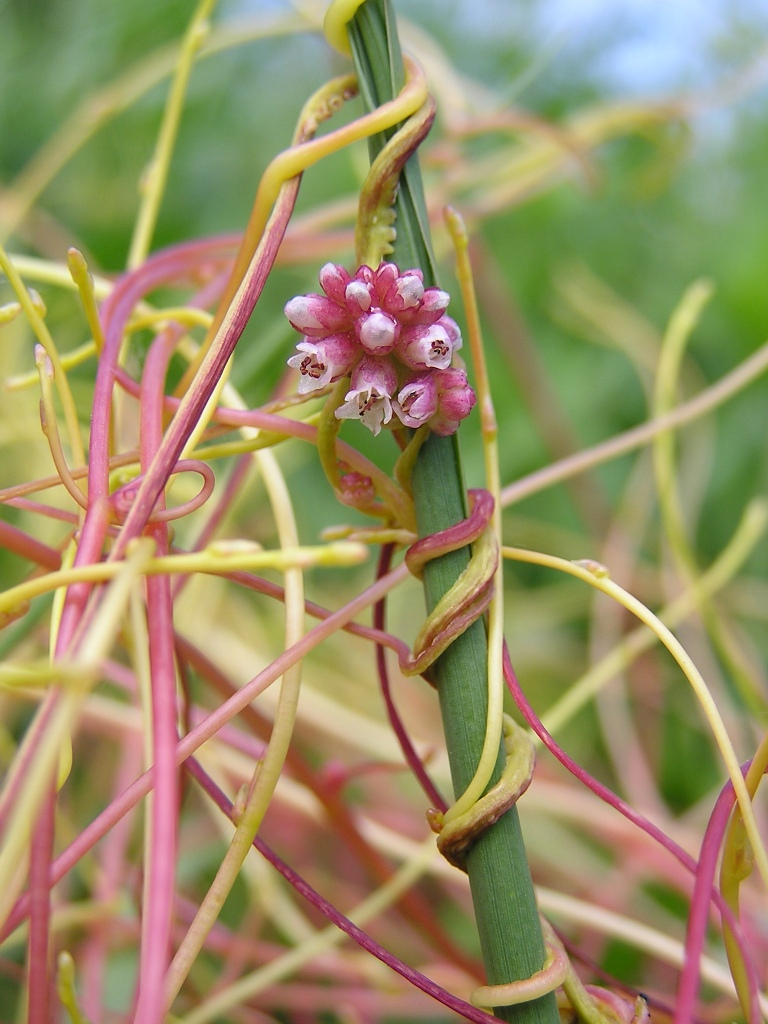
Cuscuta europaea nở hoa

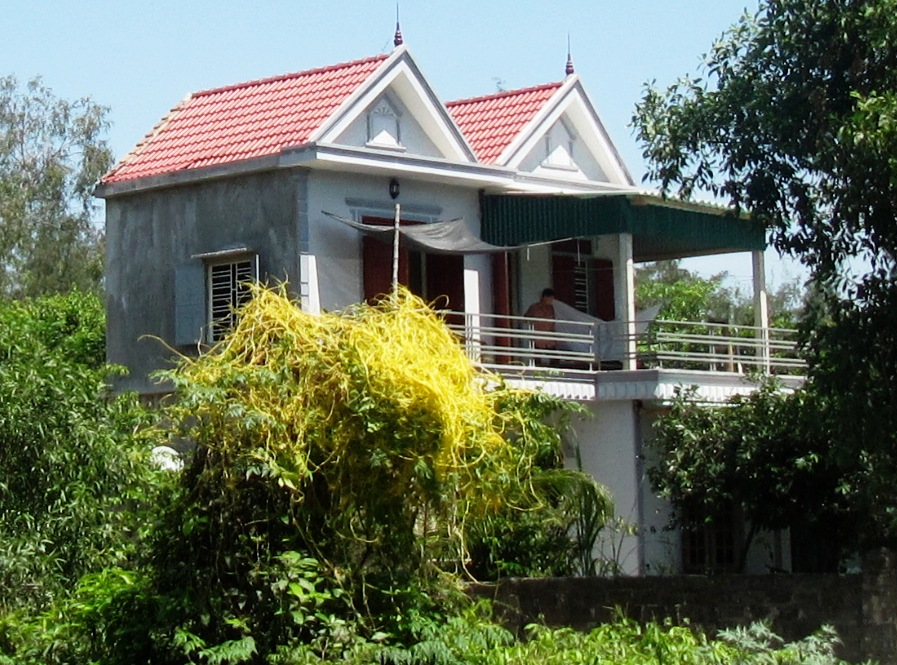
Cây tơ hồng trên hàng rào trước nhà ở xã Thạch Hải, Hà Tĩnh.

Hoa của cây tơ hồng có thể có màu từ trắng tới hồng hay vàng hoặc kem. Một số loài ra hoa vào đầu mùa hè, các loài khác thì muộn hơn - phụ thuộc vào từng loài. Hạt của nó rất nhỏ và được sinh ra với một lượng lớn. Chúng có lớp vỏ cứng và có thể sống sót trong đất từ 5-10 năm hoặc hơn thế.
Hạt của cây tơ hồng nảy chồi ở hay gần bề mặt của lớp đất. Mặc dù sự nảy mầm của nó có thể diễn ra mà không cần cây chủ, nhưng nó cần phải nhanh chóng vươn tới những cây xanh ở cạnh đó thật nhanh; thân cây non bò về phía ánh sáng màu lục được truyền tới nó xuyên qua các lá cây khác ở gần đó. Nếu trong phạm vi từ 5-10 ngày kể từ khi nảy mầm mà nó không vươn tới được cây xanh nào khác thì cây tơ hồng sẽ chết. Trước khi tới được cây chủ thì tơ hồng, giống như các loài cây khác, dựa vào các lá mầm để có chất dinh dưỡng.
Sau khi tơ hồng đã bám được vào cây khác thì nó quấn xung quanh cây này. Nếu cây chủ chứa các loại dinh dưỡng có lợi cho tơ hồng thì nó sẽ tạo ra các giác mút và chèn nó vào trong hệ thống mạch của cây chủ. Rễ nguyên thủy của tơ hồng trong đất sau đó bị chết đi. Tơ hồng có thể phát triển và quấn xung quanh nhiều loại cây. Trong khu vực nhiệt đới nó có thể phát triển liên tục và có khả năng vươn cao tới ngọn của các cây thân gỗ hay thân bụi; trong khu vực ôn đới thì nó là loại cây sống một năm và nó chỉ sống bám vào các loại cây tương đối thấp để có thể lại nảy mầm vào mùa xuân năm sau.
Tơ hồng là loại thực vật ký sinh trên nhiều loại cây khác, bao gồm nhiều loại cây nông nghiệp và cây trồng lâu năm, chẳng hạn như cỏ linh lăng, hồ chì, lanh, cỏ ba lá, khoai tây, cúc, thược dược, cúc đôi tâm, lăng tiêu, thường xuân dây và dã yên thảo, cúc tần và nhiều loại cây khác.
Sự phổ biến của tơ hồng phụ thuộc vào các loài của chúng cũng như các loài cây chủ, thời gian tấn công và có hay không các virus nào đó trong cây chủ. Bằng cách làm suy yếu cây chủ, tơ hồng làm suy giảm khả năng của cây cối trong việc chống lại các bệnh do virus gây ra, cũng như nó có thể truyền bệnh từ cây chủ này sang cây chủ khác nếu như nó bám vào nhiều cây khác nhau cùng một lúc.

## Ngăn chặn và xử lý

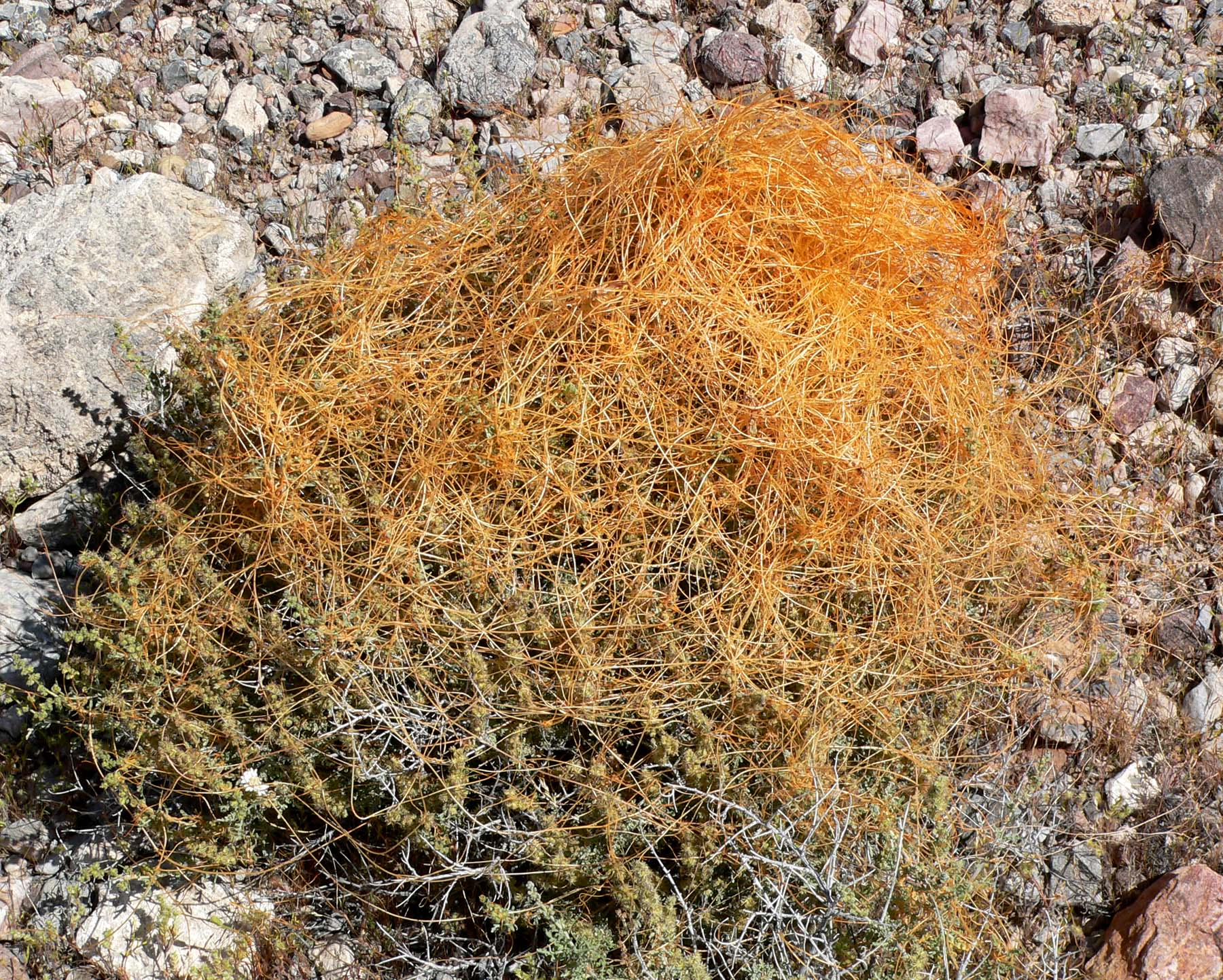
Dây tơ hồng che phủ trên cây ngải đắng trong sa mạc Mojave.

Nhiều quốc gia có các sắc luật ngăn cấm việc nhập khẩu hạt tơ hồng hay các quy định về kiểm dịch sao cho hạt giống cây trồng phải không có lẫn hạt tơ hồng. Các khuyến cáo bao gồm việc gieo trồng các loại cây mà tơ hồng không thể ăn bám trong vài năm sau khi bị loại cây này lây nhiễm, nhổ bỏ cây bị lây nhiễm ngay lập tức, cụ thể là trước khi tơ hồng có thể tạo hạt và sử dụng các loại thuốc trừ cỏ dại như Dacthal vào mùa xuân. Các ví dụ về các loại cây mà tơ hồng không ký sinh được là các loài cỏ thực thụ và nhiều loài cây khác trong lớp thực vật một lá mầm. Nếu phát hiện được tơ hồng trước khi nó bám vào cây chủ thì đơn giản là nhổ bỏ nó đi. Nếu không thể, cần xén tỉa cây nhiều và kỹ sao cho cắt bỏ hết tơ hồng, vì tơ hồng rất linh động và có thể phát triển trở lại nếu vẫn còn giác mút.

## Tên gọi khác
Tại Việt Nam, nó còn được gọi là thỏ ty tử, thỏ ty thực, thổ ty tử, thỏ lư, thỏ lũ, thỏ lũy, xích cương, thổ khâu, ngọc nữ, đường mông, hỏa diệm thảo, dã hồ ty, ô ma, kim cô, hồ ty, lão thúc phu, nghinh dương tử, nàn đại lan, vô căn đẳng, kim tuyến thảo, kim tiền thảo, thiện bích thảo, hoàng ty tử, la ty tử, hoàng la tử, đậu hình tử, hoàng cương tử v.v.

## Các loài
Chi Tơ hồng có khoảng 190-220 loài, bao gồm:
Cuscuta americana

Cuscuta applanata

Cuscuta approximata

Cuscuta attenuata

Cuscuta australis

Cuscuta boldinghii

Cuscuta brachycalyx

Cuscuta californica

Cuscuta campestris

Cuscuta cassytoides

Cuscuta ceanothi

Cuscuta cephalanthi

Cuscuta chinensis

Cuscuta compacta

Cuscuta coryli

Cuscuta corylii

Cuscuta cuspidata

Cuscuta decipiens

Cuscuta dentatasquamata

Cuscuta denticulata

Cuscuta epilinum

Cuscuta epithymum

Cuscuta erosa

Cuscuta europaea

Cuscuta exaltata

Cuscuta fasciculata

Cuscuta globulosa

Cuscuta glomerata

Cuscuta gronovii

Cuscuta harperi

Cuscuta howelliana

Cuscuta indecora

Cuscuta indesora

Cuscuta japonica

Cuscuta jepsoni

Cuscuta leptantha

Cuscuta lupuliformis

Cuscuta megalocarpa

Cuscuta mitriformis

Cuscuta obtusiflora

Cuscuta odontolepis

Cuscuta pentagona

Cuscuta plattensis

Cuscuta polygonorum

Cuscuta potosina

Cuscuta potosona

Cuscuta reflexa

Cuscuta rostrata

Cuscuta runyonii

Cuscuta salina

Cuscuta sandwichiana

Cuscuta squamata

Cuscuta suaveolens

Cuscuta suksdorfii

Cuscuta tuberculata

Cuscuta umbellata

Cuscuta vivipara

Cuscuta warneri

## Thư viện

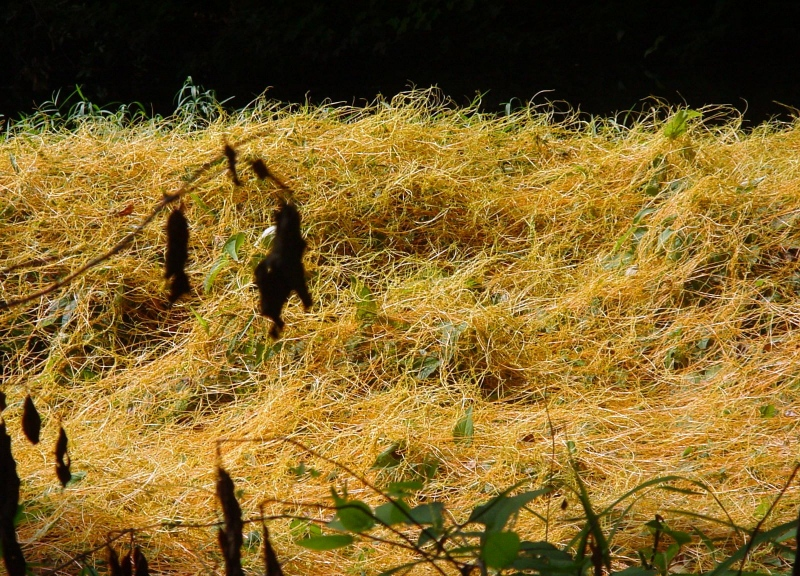
Cuscuta spp.
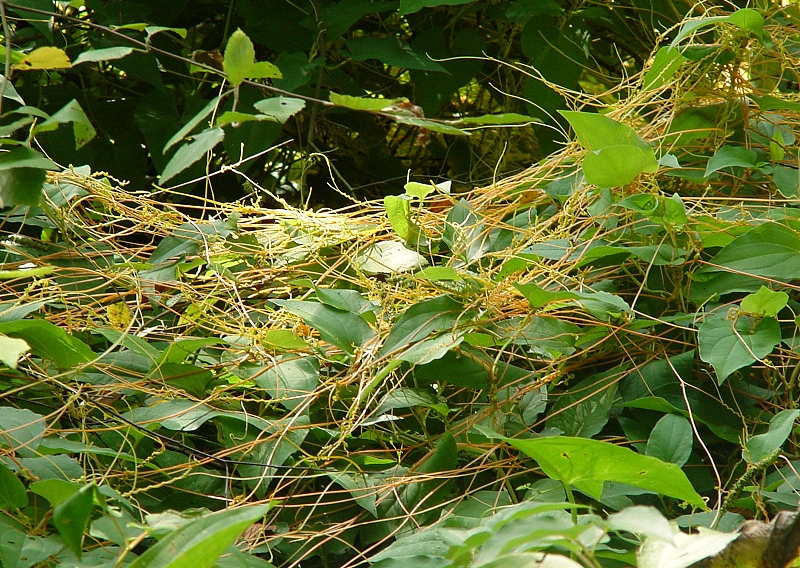
Cuscuta spp.
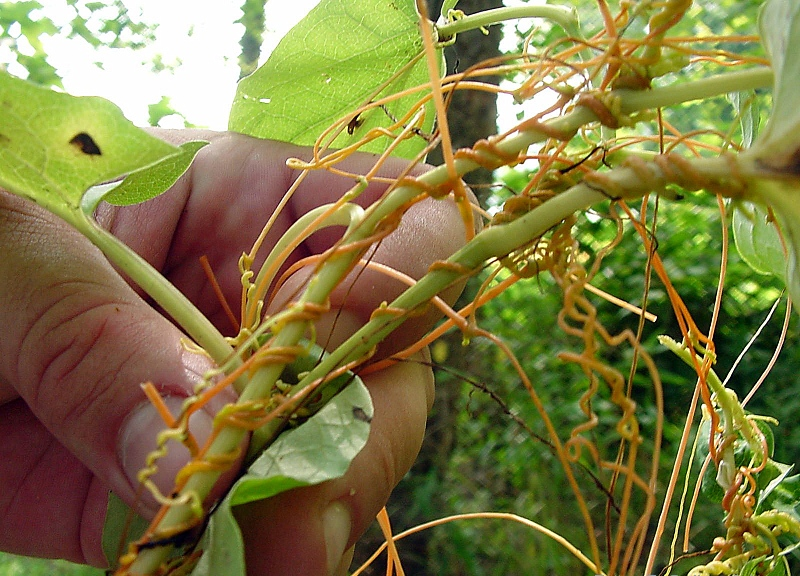
Cuscuta spp.